# Abacate
O abacate, também conhecido como pera-abacate, é o fruto comestível do abacateiro (nome científico: Persea americana), uma árvore da família da Lauraceae nativa do México e da América do Sul, hoje extensamente cultivada em regiões tropicais e subtropicais, inclusive nas Ilhas Canárias, na Ilha da Madeira e na Sicília.

## Etimologia
"Abacate" originou-se do náuatle, língua falada por grupos indígenas que habitavam o México e El Salvador. O vocábulo āhuacatl, naquele idioma, significa "testículo" e foi utilizado para nomear o fruto.

## Composição
Tem mais de 30% de gorduras (extraída comercialmente da semente, como do mesocarpo do fruto e de aplicação cosmética), é rico em açúcares e vitaminas e possui um dos mais elevados teores de proteínas e vitamina A entre as frutas. Possui, ainda, quantidades úteis de ferro, magnésio e vitaminas C, E e B6, além da vitamina A. É consumido isoladamente ou em saladas temperadas com molhos, como no guacamole, prato da culinária mexicana, ou como sobremesa, batido com leite e açúcar ou com açúcar e limão, em Moçambique e no Brasil.

### Colheita
De janeiro a dezembro, com ênfase em abril e maio. É realizada normalmente utilizando escadas e tesouras apropriadas, ou "apanhadores de saco" que são utilizados para colher os frutos nas partes mais altas da árvore. Os frutos não devem ser colhidos sem pedúnculo, os quais devem ser aparados, deixando-se 6 mm a 10 mm de seu comprimento para facilitar o acondicionamento na embalagem.

## História

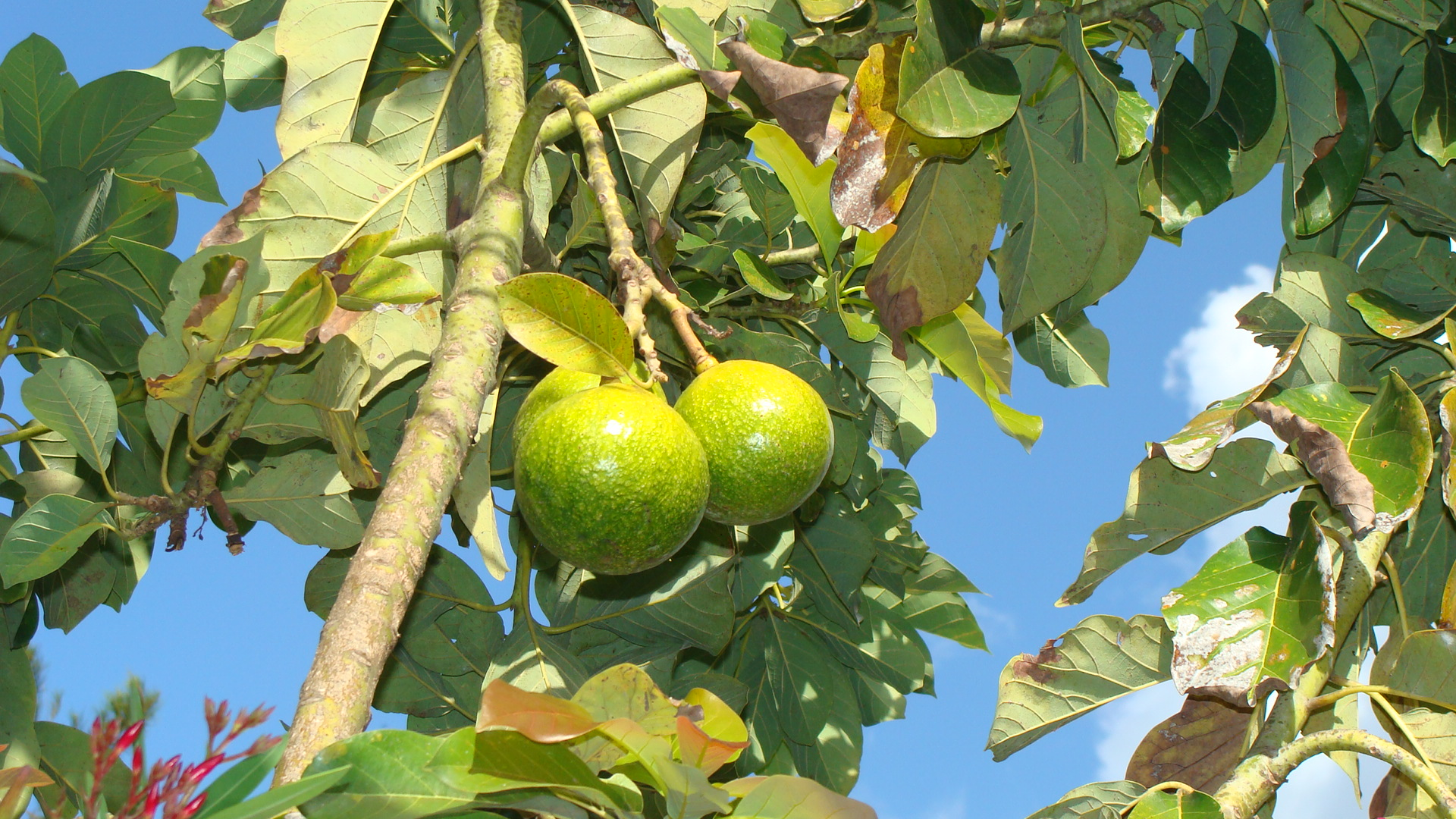
Abacateiro com frutos

O abacate era amplamente cultivado antes da conquista espanhola, mas só mereceu a atenção dos horticultores no século XIX. O nome náuatle do fruto é ahuacatl (o qual significa "testículo", em referência a sua forma), que originou, em espanhol, a palavra aguacate. O abacate é um fruto arredondado ou piriforme, de peso médio de 500 g a 1500 g. Sua casca varia, em colorido, do verde ao vermelho-escuro, passando pelo pardo, violáceo ou negro. As suas duas principais variedades são a Strong (cor verde) e a Hass (cor roxa). A árvore, o abacateiro, atinge até 30 m e cresce melhor em climas quentes.
Recentemente começou a ser comercializado na Europa uma nova variedade de abacate, desenvolvido pela empresa norte-americana Apeel, e que irá ter uma vida média 2 vezes superior ao das variedades existentes.

## Uso medicinal
Além do seu valor nutritivo a Persea americana é amplamente utilizada na Medicina Ayurvédica para o tratamento de várias doenças, tais como hipertensão, dor de estômago, bronquite, diarreia, e diabetes.[carece de fontes?] Pesquisas tem evidenciado que seu extrato aquoso tem atividade analgésica e anti-inflamatória comparável ao ácido acetilsalicílico.

### Colesterol
Na década de 1960 alguns estudos realizados por Grant demonstraram que o consumo do abacate ocasionou uma diminuição do colesterol de 8,7 a 42,8%. Mais tarde, no ano de 1992, uma pesquisa no Hospital Geral de Morélia observou uma diminuição significativa tanto no nível de colesterol quanto no nível plasmático de triglicérides. A diminuição do triglicérides foi inesperada visto que o abacate caracteriza-se como uma das frutas mais ricas em triglicérides. (Pamplona, p. 75)

### Anemia
Normalmente o ferro que se encontra nos vegetais é assimilado com maior dificuldade pelo organismo, no entanto, o ferro do abacate é relativamente melhor assimilado do que outros alimentos de origem vegetal, mesmo este não sendo do tipo "hem" (Ibid., 75).

### Diabetes Mellitus tipo 2
O abacate é um ótimo aliado na dieta de pessoas com Diabetes Mellitus tipo 2, pois é um alimento com alta carga energética atribuída a uma maior composição lipídica em comparação com outras frutas que apresentam menos lipídios e mais açúcares, apresentando ótimos níveis de ácidos graxos e ômega 9, compostos bioativos (esteróis, tocoferóis e carotenoides), antioxidantes e vitaminas lipossolúveis (A, B, D e E). Além disso, uma revisão sistemática dos benefícios do abacate em doenças metabólicas publicada em 2017 na revista Phytotherapy Research revelou que seu consumo tem importante impacto no controle da DM tipo 2. O estudo revelou que o monossacarídeo D-manno-heptulose presente no abacate exerceu efeito hipoglicemiante em mulheres com DM tipo 2, além de ter reduzido os níveis de insulina no sangue e ter controlado o apetite. Também revelou que o consumo do extrato obtido pela fervura da semente do abacate exerceu esses mesmos efeitos em ratos diabéticos, além de ter atenuado os danos causados pela DM tipo 2 nos hepatócitos. In vitro, o extrato das folhas e das cascas do abacate também demonstraram efeitos importantes na inibição da α-amilase e da α-glicosidase, enzimas que degradam carboidratos e que atuam no surgimento e agravamento da doença.

## Anacronismo evolutivo
Originária na Era Cenozoica, foi bem sucedida no processo de seleção natural daquele período, já que a preferência da megafauna por seu consumo, já que frutos pequenos deveriam ser ingeridos em grande quantidade para suprir as necessidades alimentares de animais de enorme porte, ao passo que quantias relativamente pequenas de abacates saciariam os referidos animais.
Após seu consumo, as sementes eram dispersas em meio às fezes dos animais que ingeriam, um meio eficiente de distribuição da planta. Tais fatores favoreceram o sucesso evolutivo do abacate em tempos remotos. Com a extinção de tal fauna, por volta de 10 000 a.C., o mecanismo também deixou de existir. O mesmo processo ocorreu com outros frutos tropicais, como a manga, o mamão, o durião e a cássia-imperial; além de raízes, como a mandioca. Entretanto, graças ao apreço humano pelos vegetais citados, sua existência pôde perdurar até a atualidade. Povos da América Central cultivavam a planta, o que propiciou a sobrevivência do vegetal.
O fenômeno em questão é chamado de anacronismo, já que tais espécies estariam "fora de sua devida época".

## Produção mundial
| País                                     | Produção em 2018 (toneladas anuais) |
| ---------------------------------------- | ----------------------------------- |
| México                                   | 2.184.663                           |
| República Dominicana                     | 644.306                             |
| Peru                                     | 504.517                             |
| Indonésia                                | 410.094                             |
| Colômbia                                 | 326.666                             |
| Brasil                                   | 235.788                             |
| Quênia                                   | 233.933                             |
| Estados Unidos                           | 168.528                             |
| Venezuela                                | 139.685                             |
| Israel                                   | 131.720                             |
| Fonte: Food and Agriculture Organization |                                     |

## Produção no Brasil
Em 2018, o Brasil produziu 235 mil toneladas de abacate, sendo o 6º maior produtor do mundo. Os estados que mais produzem são, principalmente, São Paulo (121 mil toneladas), Minas Gerais (50 mil toneladas) e Paraná (20 mil toneladas). Desta produção, quase 98% são consumidos no país e apenas 2% é exportado.
Em 2019, foram comercializadas 51.109,81 toneladas de abacate na CEAGESP, sendo 33,46% de abacate fortuna, 22,94% de abacate quintal, 13,82% de abacate breda, 12,63% de abacate geada e 11,43% de abacate margarida. No entreposto da capital de São Paulo, o abacate é o 22º produto mais comercializado, tendo como principais cidades produtoras: Carmo da Cachoeira/MG (23,81%) e Três Corações/MG (9,81%).